# Hotel Tylösand
Hotel Tylösand är ett strandnära hotell i Tylösand utanför Halmstad. Det grundades i början av 1900-talet med namnet Tylösands havsbad och ägs sedan mitten av 1990-talet av Per Gessle och Björn Nordstrand.
Till hotellet hör konferensanläggning, spa och flera restauranger, däribland Restaurang Akvarell. I nattklubben Leifs Lounge har  Gessle inlett flera turnéer och den är bland annat dekorerad med Gyllene Tiders och Roxettes guldskivor. Hotellet har också en omfattande konstsamling.

## Historik
Grunden till hotellet lades 1915 då Restaurang Tylösand uppfördes av hovfotografen Johan Hallberg. Förebild var den franska badorten Trouville. Den vackra byggnaden med tinnar och torn, som innehöll restaurang och tio gästrum, blev snabbt en populär mötesplats. Tylösand låg på denna tiden mycket otillgängligt utan ordentlig vägförbindelse; man tog sig därför ut med båt som avgick från centrala Halmstad.
1920 bildades AB Tylösands Havsbad. Företaget växte snabbt under Johan Hallbergs ledning och efter några år bestod det av Hotel Tylösand, Tjuvahålans Pensionat och ett varmbadhus. I samband med den stora Halmstadsutställningen 1929, då surrealismen introducerades av Halmstadgruppen, fick Tylösand sitt genombrott som internationell badort. För att klara behoven utökades anläggningen med Restaurang Tylöhus och Hotel Tylöhus. Samtidigt förvärvades den närliggande Tylögården.